# Michel Subor
Michel Subor, rodným jménem Mischa Subotzki nebo Joseph Michel Subotzky, (2. února 1935, Paříž – 17. ledna 2022, Toulouse) byl francouzský herec.
Jeho rodiče, ruský otec a ázerbájdžánská matka, uprchli ze Sovětského svazu do Paříže, kde se jim později narodil Michel.
Svou první roli, neuvedenou v titulcích, dostal v roce 1955 ve filmu Frou-Frou režiséra Augusta Geniny. Postupem času začal dostávat i větší role, v roce 1960 ztvárnil jednu z hlavních ve snímku Vojáček Jean-Luca Godarda (vyšel až 1963). Později hrál například ve filmech Jean-Louise Bertuccelliho, Philippa Garrela, Françoise Truffauta a také Alfreda Hitchcocka.
V roce 1999 ztvárnil roli armádního kapitána Bruna Forestiera – postavu téhož jména hrál již v Godardově filmu – ve snímku Beau travail režisérky Claire Denisové. S tou později spolupracoval ještě na třech projektech: v roce 2004 ztvárnil hlavní roli v L'Intrus, o pět let později menší roli ve filmu Sama v Africe a nakonec v roce 2013 v Parchanti spí dobře, který se stal závěrečným filmem jeho kariéry. Později hrál ještě v televizním seriálu Zvířata ve válce (2018).
Zemřel po dopravní nehodě ve věku 86 let.

## Filmografie (výběr)
- Otěže na krku (1961)
- Jules a Jim (1962)
- Vojáček (1963)
- Co je nového, kočičko? (1965)
- Topaz (1969)
- Nejcennější co mám (1976)
- Beau travail (1999)
- Sauvage innocence (2001)
- L'Intrus (2004)
- Sama v Africe (2009)
- Parchanti spí dobře (2013)